# 김광기 (시인)
김광기(金廣起, 1959년 6월 13일~ )는 대한민국의 시인이다. 충남 부여 출신이다.

## 삶
1959년 충남 부여 출생. 동국대 대학원 문창과 석사, 아주대 대학원 국문학과 박사과정 수료. 1983년 시 <탈 이야기> 발표 후 <화성문학> 동인으로 참여. 1995년 시집 <세상에는 많은 사람들이 살고>(청솔)를 내고 《월간 문학》과 《다층》으로 작품 활동 시작. 1998년 <수원예술대상>, 2011년 <한국시학상>, 2019년 <수원시인상> 수상. 시집 <곱사춤>(에토스, 1997), <호두껍질>(다층, 2002), <데칼코마니>(고요아침, 2008), <시계 이빨>(시산맥, 2015), <풍경>(문학과사람, 2024), 시론집 <존재와 시간의 메타포>(에이제이, 2012) 외 <글쓰기 전략과 논술>(에이제이, 2007~2016개정판) 등의 저서가 있음. 도서출판, 계간 <문학과 사람> 발행인.

## 작품 세계
김광기 시인의 이번 시집(데칼코마니)은 6년여 동안 숙성시킨 농밀한 시 세계를 표출하고 있다. 시인의 어조는 투박하면서도 단단하게 자리 잡혀 있고 잿빛을 띠면서도 속으로 빛날 줄 아는 진주처럼 은은하다. 시인은 자신을 향한 비수를 뽑아 들었을 때에는 가차 없는 성찰과 단죄를 행하였고 현실을 향해 눈을 들었을 때에는 메두사의 머리를 붙인 아테나 여신의 방패를 들고 있다. 김광기 시인이 이 시집을 계기로 내면을 향해 꽂고 있는 비수를 상처를 보듬어줄 꽃잎으로 바꾸고, 세계를 향해 치켜든 방패 역시 누구든지 열고 들어가 안주할 수 있는 문으로 바꿀 것임을 믿는다면, 그것은 지나친 요구가 아닐 것이다. 이미 시인은 이 세계와 저 세계를 오가는 영매로 살아가고 있기 때문이다. 현란한 언어의 수사에 빠져 있지 않으며, 얄팍한 사유와 재치에 의존하지 않는 김광기 시인의 진정한 시 세계가 새롭게 주목받기를 기대한다. - 윤의섭(시인, 대전대 교수)의 작품해설 중에서
김광기 시인이 들여다보고 있는 세계는 “살아서는 하늘만 보던 나무가/ 생각을 단단하게 굳힌 채 바닥만 보고 있”듯 시간을 거부하지 않고 시간에 순응하려는 자세가 주축을 이룬다. 그래서 그는 “이 세계 속의/ 공간이 아닌/ 내 힘으로는 가늠키도 어려운/ 시간 속에 박혀 있다”고 말한다. 그가 바라보고 있는 것은 “자본주의 이빨”이지만 이는 시인이 체득한 현실적인 삶의 모습일 뿐, 그의 성정은 단단하지 못하여 우리 사회의 아프고 고단한 것들에 눈길을 주고 있다. 그는 “용해되지도 않고 썩지도 않는 시간을” 깊이 숨기고 싶고 “시련으로 다진 굴욕만이 아름답다”라는 것을 아는 나이다. 김광기 시인을 ‘시간의 시인’으로 명명하고 싶은 것도 이런 그의 눈길과 무관하지 않다. 그가 다음에는 어떤 세상의 시간들을 펼쳐놓을지 궁금해진다. - 문정영(시인, 시산맥 발행인)
김광기 시인의 이번 시집(시계 이빨)은 제한적인 시간의 의미와 그로 인한 존재의 소멸과 죽음에 대해 깊이 천착하면서 육신의 몸을 가진 존재들의 운명과 자본주의 위협 속에서 제 운명의 길을 가고자 하는 시인으로서의 굳은 의지를 역설적으로 드러낸다. 그 동안의 시집들에서 관념적인 요소가 짙었다고 한다면 이번 시집에서는 풍성한 사유와 인식이 총체적으로 드러나 있다고 할 수 있다. 그만큼 현실적인 것에 한 발 더 다가감으로써 관념적 사유와의 균형을 적절히 이루어냈고 그로 인해 나름의 시적 완성을 이루었다고 할 수 있다. 시류에 편승하거나 유행에 솔깃하지 않는 그 강직함이 내가 본 어떤 시인보다 존경스럽고 아름답다. 시간을 견디는 시, 많은 독자들이 함께 하기를 기대한다. - 박현솔(시인, 문학박사) 해설 중에서